# Депедикулација
Депедикулација је реч латинског порекла и значи развашљивање, уништавање вашију и гњида.

## Како се врши депедикулација
Уништавање вашију на телу, одећи, постељини и вешу врши се физичким поступцима и хемијским средствима. Од физичких поступака употребљава се топлота сувог ваздуха (80 - 95 °C) у трајању од 60 минута  или пара у парним дезинфекторима и вакуум – формалдехидском апарату или у импровизованим парним дезинфекторима (српско или партизанско буре), у току  од 30 до 40 минута. Од хемијских средстава данас се употребљава ДДТ – прашак. Масовна депедикулација врши се у сталним или импровизованим  дезинфекционим станицама.

## Депедикулација за време Првог светског рата
Највећа епидемија тифуса десила се за време Првог светског рата у Србији. Наша влада затражила је помоћ савезника, па су у Србију стигли бројни лекари и друго особље. Енглеску мисију предводио је др Вилијам Хантер, који је возом обишао Србију, снимио стање и предложио мере. Поред забране посета болесницима, привремено обустављање железничког саобраћаја, примењивана је и депедикулација.
У Крагујевцу је формирана једна таква  - привремена санитетска установа, позната као Прва резервна војна болница у којој је примењивана депедикулација чудотворним буретом, које је измислио др Стамерс, епидемиолог. Друга импровизована станица за депедикулацију био је воз за развашљивање и вакцинацију, где су санитетски возови за евакуацију у новим условима (епидемија тифуса) добили нову намену. У Србији су конструисана три таква воза (просторија за купање, за депедикулацију и вакцинацију) и тимови медицинског особља у њима радили су на заустављању епидемије. Дезинфекциона централа у Нишу формирана је 1915. и ту је примењена прва масовнија употреба топлог ваздуха пре употребе српског бурета.
Пегави тифус је харао Србијом у току оба рата, а разлог појављивања епидемије је нечистоћа и лоша хигијена.